# Boggy Depot
Boggy Depot es el álbum debut solista del guitarrista de la banda estadounidense de grunge y heavy metal Alice in Chains, Jerry Cantrell. Fue editado el 31 de marzo de 1998, en el sello Columbia Records. En él colaboran los antiguos miembros de Alice in Chains excepto el vocalista Layne Staley, incluyendo a Mike Inez al bajo y Sean Kinney como batería. En dicho disco también colaboran Rex Brown, bajista de Pantera, Les Claypool, bajista y fundador de Primus, Noorwood Fisher, bajista de Fishbone, y Angelo Moore, vocalista también de Fishbone. En este álbum, Jerry añade elementos del country y algunos instrumentos poco usuales.

## Lista de canciones
1. "Dickeye" – 5:07
2. "Cut You In" – 3:23
3. "My Song" – 4:07
4. "Settling Down" – 6:12
5. "Breaks my Back" – 7:07
6. "Jesus Hands" – 5:37
7. "Devil by His Side" – 4:50
8. "Keep the Light on" – 4:49
9. "Satisfy" – 3:35
10. "Hurt a Long Time" – 5:41
11. "Between" – 3:37
12. "Cold Piece" – 8:29

## Créditos
- Jerry Cantrell - Voz, guitarra, clavinet, órgano, piano, percusión de acero, productor
- Rex Brown - Bajo (temas 1, 3 ,8, 9, 10)
- Mike Inez - Bajo (temas 2, 6 ,7)
- John Norwood Fisher - Bajo (temas 4, 5)
- Les Claypool - Bajo (temas 11, 12)
- Sean Kinney - Batería
- Angelo Moore - Bocina
- Toby Wright - Productor, ingeniero, mezclador
- Scott Olson - Asistente ingeniero
- Mary Maurer - Dirección artística

## Posiciones en las listas de popularidad
Álbum - Billboard (Norteamérica)
| Año  | Lista             | Posición |
| ---- | ----------------- | -------- |
| 1998 | Billboard Top 200 | 28       |

Sencillos - Billboard (Norteamérica)
| Año  | Sencillo     | Lista                  | Posición |
| ---- | ------------ | ---------------------- | -------- |
| 1998 | "Cut You In" | Mainstream Rock Tracks | 5        |
| 1998 | "Cut You In" | Modern Rock Tracks     | 15       |
| 1998 | "Dickeye"    | Mainstream Rock Tracks | 36       |
| 1998 | "My Song"    | Mainstream Rock Tracks | 6        |